# McDonnell XHJH Whirlaway
McDonnell XHJH Whirlaway là một loại trực thăng thử nghiệm của Hoa Kỳ, do hãng McDonnell Aircraft thiết kế chế tạo cho Hải quân Hoa Kỳ.

## Biến thể
XHJD-1
XHJH-1

## Tính năng kỹ chiến thuật
Dữ liệu lấy từ 
Đặc tính tổng quát
- Chiều dài: 32 ft 2 in (9,80 m)
- Động cơ: 2 × Pratt & Whitney R-985 , 450 hp (340 kW)  mỗi chiếc
- Đường kính rô-to chính:  2×  46 ft 0 in (14,02 m)

Hiệu suất bay
- Vận tốc cực đại: 120 mph (193 km/h; 104 kn)
- Vận tốc hành trình: 90 mph (78 kn; 145 km/h)
- Tầm bay: 300 mi (261 nmi; 483 km)